# Волайттаттува
Wolayttattuwa або Wolayttatto Doonaa (Волайттаттува та Волайттатто Доонаа) — це північноомотська мова групи омето, якою розмовляють у зоні Волайта та деяких інших частинах південних націй, національностей і народного регіону Ефіопії. Це рідна мова народу Welayta.  Оцінки населення дуже різняться, оскільки немає згоди, де проходять кордони мови.
Існують суперечливі твердження щодо того, наскільки широко розмовляють волайтта. Дехто вважає, що мело, ойда та гамо-гофа-дауро також є діалектами, але більшість джерел, включаючи Ethnologue та ISO 639-3, тепер вказують їх як окремі мови. Різні спільноти носіїв також визнають їх як окремі мови.
Волайтта існує в письмовій формі з 1940-х років, коли Місія внутрішніх справ Судану вперше розробила систему її написання. Пізніше система письма була переглянута командою під керівництвом доктора Брюса Адамса. Вони закінчили Новий Заповіт у 1981 році, а всю Біблію – у 2002 році. Це була одна з перших мов, яку Дерг обрали для своєї кампанії грамотності (1979–1991). Гордість волайтта своєю письмовою мовою викликала шалену ворожу реакцію в 1998 році, коли уряд Ефіопії розповсюдив підручники, написані мовою вегагода – штучною мовою, заснованою на об’єднанні волайтта з кількома близькоспорідненими мовами. У результаті підручники у вегагода були вилучені, а вчителі повернулися до підручників у волайтта.

## Використання прислів’їв
Люди Wolaytta мають звичку вплітати багато прислів’їв у свої розмови. Велика збірка висловів цією мовою була опублікована в 1987 році ефіопською мовою Академією ефіопських мов у формі календаря. У магістерській роботі Університету Аддіс-Абеби, написаній Фікре Алемаєгу в 2013 році, аналізуються прислів’я Волайта та їх функції.